# Eternal Sunshine of the Spotless Mind
Eternal Sunshine of the Spotless Mind (titulada ¡Olvídate de mí! en España y Eterno resplandor de una mente sin recuerdos en Hispanoamérica) es una película estadounidense del año 2004, de los géneros de  drama, romance y ciencia ficción. Está dirigida por Michel Gondry y escrita por Charlie Kaufman. La historia, creada por Pierre Bismuth, Kaufman y Gondry, trata sobre una pareja separada que, mediante un proceso de borrado de memoria, se han borrado uno al otro y luego vuelven a conocerse. El reparto coral incluye a Jim Carrey, Kate Winslet, Kirsten Dunst, Mark Ruffalo, Elijah Wood y Tom Wilkinson. El título del filme proviene de un verso del poema Eloisa to Abelard (1717), de Alexander Pope.
La cinta contiene elementos de thriller psicológico y usa una narrativa no lineal para explorar la naturaleza de la memoria y el amor romántico. Fue estrenada en Estados Unidos el 19 de marzo de 2004, recibiendo el aplauso unánime de la crítica y el público, que elogiaron la trama, el guion, la dirección de Gondry, el estilo visual, la edición, la partitura musical, los temas y las actuaciones, concretamente las de Carrey y Winslet. La película fue un éxito de taquilla, recaudando 74 millones de dólares en todo el mundo. Obtuvo el Óscar al mejor guion original y Winslet fue nominada a mejor actriz. En los años siguientes a su estreno se convirtió en una película de culto y está considerada por muchos críticos como uno de los mejores filmes del siglo XXI.

## Argumento

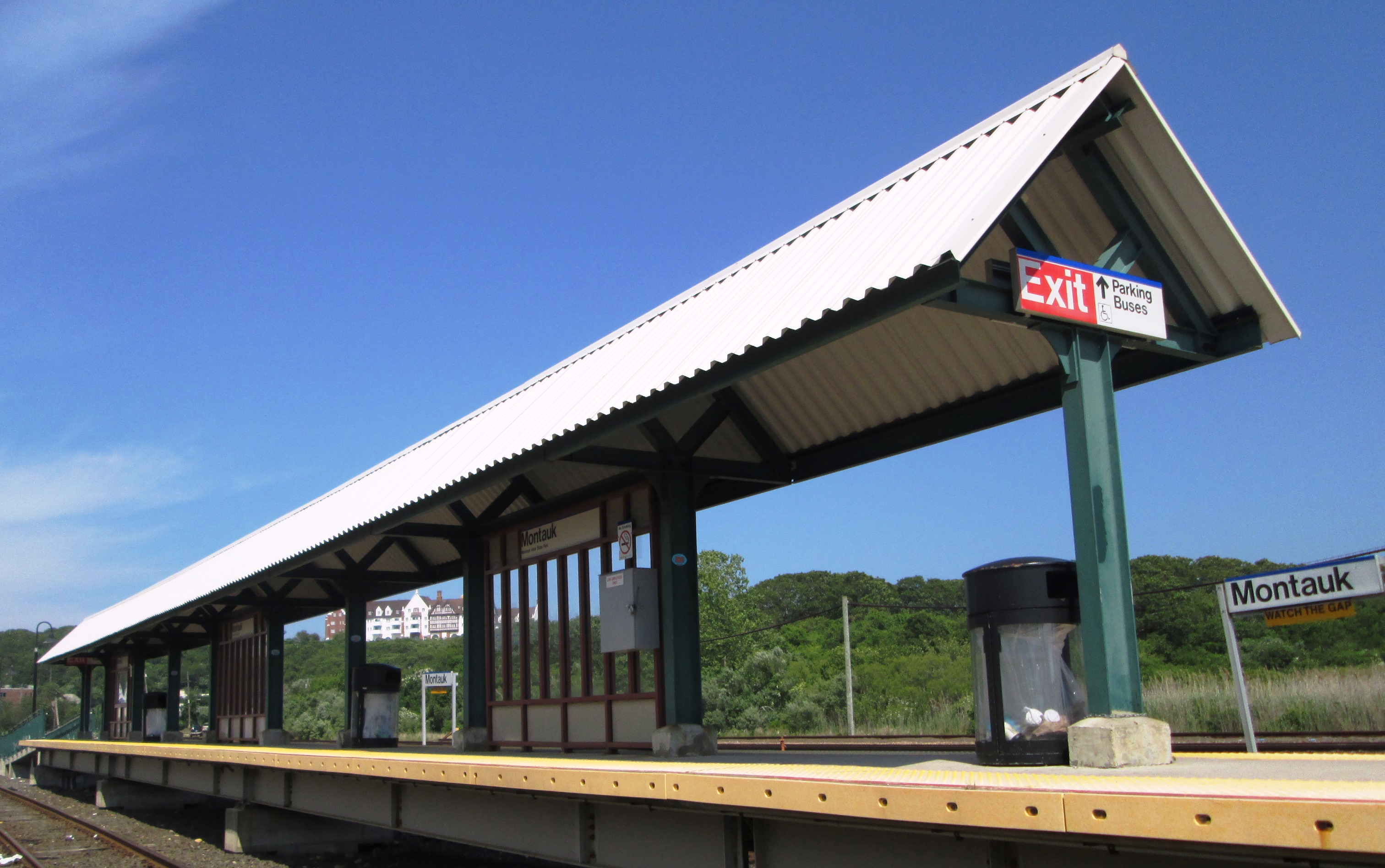
La estación de Montauk en Long Island. El lugar dónde los protagonistas de la Historia se conocen.

Joel Barish (Jim Carrey), tímido y retraído, y Clementine Kruczynski (Kate Winslet), de espíritu libre y espontánea, se conocen en el Ferrocarril de Long Island desde Montauk hasta Rockville Centre. Los dos han sentido una extraña necesidad de viajar a Montauk ese día y conectan casi inmediatamente, a pesar de sus personalidades opuestas. Aunque ellos no lo saben, Joel y Clementine son en realidad exnovios, ahora separados después de una relación de dos años. Después de una discusión, Clementine acudió a la clínica Lacuna, Inc. para borrar de su memoria todos los recuerdos de su relación con Joel. Tras enterarse a través de sus amigos Rob y Carrie, Joel queda devastado y decide someterse él también al procedimiento de borrado de memoria, un proceso que se lleva a cabo en casa del paciente por la noche mientras éste duerme.
La historia transcurre en gran parte dentro de la mente de Joel, durante el proceso de borrado de su memoria. Mientras sueña, Joel rememora en sentido inverso los momentos que pasó con Clementine, comenzando con el fin de la relación. A medida que llega a los recuerdos más felices de los comienzos de su relación con Clementine, decide conservar por lo menos algún recuerdo de ella y de su amor, tratando de escapar del borrado de memoria moviendo sus recuerdos idealizados de Clementine a recuerdos que no tienen relación con ella e intentando despertar para detener el procedimiento. A pesar de sus esfuerzos, los técnicos logran borrar todos sus recuerdos. Finalmente, Joel llega a su último recuerdo de Clementine: el día que se conocieron en una casa de playa en Montauk. Mientras el recuerdo se desintegra, ella le susurra al oído que la busque en Montauk. Esto hace que Joel y Clementine sientan la necesidad de viajar a Montauk al día siguiente sin saber por qué, donde finalmente se encuentran (la escena del principio de la película).
Durante el proceso de borrado de memoria de Joel tiene lugar otra historia separada que gira en torno a los empleados de Lacuna. Patrick (Elijah Wood), uno de los técnicos de Lacuna que realiza el borrado, utiliza los recuerdos de Joel para seducir a Clementine. Mary (Kirsten Dunst), la recepcionista de Lacuna, tiene una relación con el otro técnico, Stan (Mark Ruffalo), pero se siente atraída por el doctor Howard Mierzwiak (Tom Wilkinson), el director de la clínica, que está casado. Mary acaba descubriendo que anteriormente ella tuvo un romance con el doctor Mierzwiak y acordó someterse al proceso de borrado de memoria después de que la esposa de Mierzwiak lo descubriese. Tras enterarse de esto, Mary renuncia a su trabajo, roba los archivos de la clínica y envía a todos los clientes de Lacuna las grabaciones en las que cada uno de ellos hablaba de los recuerdos que deseaba eliminar.
De vuelta en el presente, después de que Joel y Clementine se conocen a bordo del tren y deciden empezar lo que parece ser una nueva y prometedora relación, Clementine pasa por su casa y recoge el correo, que incluye las grabaciones de Lacuna que Mary ha enviado. Cuando pone la cinta en el coche de Joel, ambos quedan sorprendidos al oír a Clementine hablando de los malos recuerdos que tiene de Joel. Él, creyendo que se trata de una broma, la echa de su coche. Sin embargo, más tarde, Clementine va a visitar a Joel a su casa, donde le encuentra escuchando su propia grabación en la que habla mal de ella. Clementine decide marcharse, pero Joel le pide que se quede y recomiencen la relación. En un principio Clementine se resiste, argumentando que podría terminar de la misma forma. Joel lo admite, pero deciden intentarlo nuevamente, sin importar lo que pase.

## Reparto
- Jim Carrey como Joel Barish.
- Kate Winslet como Clementine Kruczynski.
- Kirsten Dunst como Mary Svevo.
- Mark Ruffalo como Stan Fink.
- Elijah Wood como Patrick.
- Tom Wilkinson como Howard Mierzwiak.
- Jane Adams como Carrie Eakin.
- David Cross como Rob Eakin.
- Deirdre O'Connell como Hollis Mierzwiak.
- Thomas Jay Ryan como Frank.
- Ryan Whitney como joven Joel.

## Producción

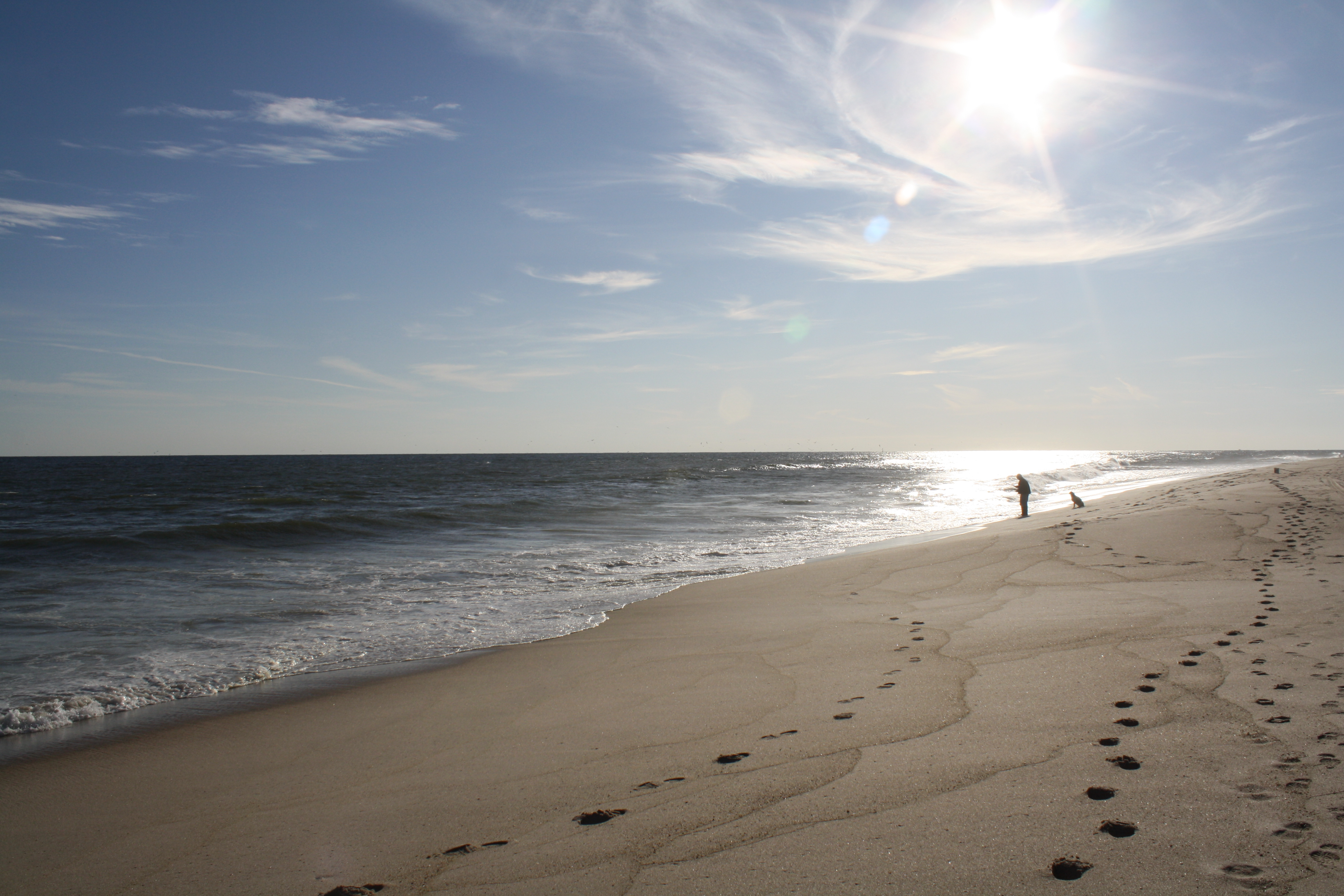
Playa en East Hampton, cerca de donde se filmaron las escenas de playa de la película.

### Desarrollo
El concepto de Eternal Sunshine of the Spotless Mind surgió a partir de conversaciones entre Michel Gondry y el coescritor del filme, Pierre Bismuth, en 1998. Ambos se habían conocido y vuelto amigos a principios de la década de 1980 cuando Gondry se dedicaba a tocar la batería en el grupo pop francés Oui Oui. Bismuth había concebido la idea de borrar ciertas personas de la mente después de las quejas de una amiga sobre su novio; cuando le preguntó si borraría a su novio de su memoria, ella contestó que sí. En un principio Bismuth iba a realizar un experimento artístico que consistía en enviar cartas a gente afirmando que un conocido los había borrado de su memoria. Después de mencionárselo a Gondry, la idea se transformó en una historia basada en situaciones que se desatarían si eso fuese científicamente posible. Bismuth nunca llegó a llevar a cabo su experimento.
Gondry contactó con Charlie Kaufman y le expuso el concepto; ambos ya habían trabajado juntos en Human Nature de Kaufman. Desarrollaron la trama en una historia corta. Mientras que los escritores no pensaban que el concepto fuese vendible, surgió una pequeña puja por hacerse con la idea. Steve Golin de Propaganda Films la compró el 12 de junio de 1998 por una baja suma de siete cifras. Kaufman, que era responsable de escribir el guion, no comenzó a hacerlo inmediatamente sino que optó por suspender su escritura, mientras trabajaba en Adaptation, Confesiones de una mente peligrosa y Human Nature. Durante esa época, el cineasta Christopher Nolan estrenó Memento, un film que trataba el tema de la memoria de un modo similar. Las similitudes preocuparon a Kaufman y este trató de abandonar el proyecto, pero Golin logró que continuara. Durante la escritura, la propiedad intelectual de la idea cambió varias veces, de esa forma Kaufman no tuvo que tratar con los estudios hasta finalizado el proceso de escritura. La versión final del guion preocupó a los estudios.
Kaufman no quería que la película fuese un thriller y quería minimizar los elementos de ciencia ficción del borrado de memoria, centrándose más en la relación entre los protagonistas. Tuvo una «lucha enorme» con el guion, encontrándose con dos problemas en particular mientras lo escribía: mostrar «los recuerdos, las reacciones de Joel a los recuerdos y su interacción con Clementine por fuera de los recuerdos en los recuerdos» y el hecho de que los personajes pudiesen hacer referencia en escenas posteriores a recuerdos ya borrados. Kaufman resolvió el primer problema haciendo a Joel lucido y capaz de comentar sobre sus recuerdos y resolvió el segundo haciendo que los recuerdos se degradaran en vez de que desaparecieran de inmediato, lográndose su borrado completo una vez despierta la persona. El nombre original del guion de Kaufman era de dieciocho palabras, porque quería un título que «no podría entrar en una marquesina». Finalmente decidió llamarla Eternal Sunshine of the Spotless Mind, un título a partir del poema de 1717 Eloisa to Abelard de Alexander Pope. Esta es la estrofa en la que aparece el verso en cuestión:

How happy is the blameless vestal’s lot!

The world forgetting, by the world forgot.

Eternal sunshine of the spotless mind!

Each pray’r accepted, and each wish resign’d.
¡Qué feliz es la suerte de la vestal sin tacha!

Olvidarse del mundo, por el mundo olvidada.

¡Eterno resplandor de la mente inmaculada!

Cada rezo aceptado, cada deseo vencido.

## Recepción

### Crítica
Eternal Sunshine of the Spotless Mind fue recibida con abrumadores elogios, obteniendo un porcentaje de aprobación del 93% en Rotten Tomatoes, basado en 236 reseñas, con un puntaje promedio de 8,5 sobre 10. El consenso del sitio dice: «Impulsada por el ingenioso e imaginativo guion de Charlie Kaufman y a su vez por el audaz toque directoral de Michel Gondry, Eternal Sunshine es una sinuosa y a la vez sincera mirada hacia las relaciones y la angustia». En Metacritic, el filme tiene un puntaje de 89 sobre 100, basado en 41 críticas, siendo catalogada como una cinta «aclamada universalmente».
Roger Ebert del Chicago Sun-Times le dio al filme la puntuación máxima, refiriéndose a Kaufman como «el guionista más talentoso de los años 2000» y la incluyó en su lista de «grandes películas». A. O. Scott de The New York Times destacó la cinta por ser «cerebral, formal y conceptualmente complicada, densa en alusiones literarias y tan desvergonzadamente romántica como cualquier película que vayas a ver jamás». La revista Time Out concluyó su reseña diciendo: «El formidable eje Gondry/Kaufman/Carrey funciona de maravilla expresando la desconcertante belleza y el horror existencial de estar encerrado dentro de tu propia mente confundida, y haciendo una alegoría de la amnesia con sentido de supervivencia de un corazón roto pero con esperanzas».
En 2006, en el número 201 de la revista Empire, Eternal Sunshine of the Spotless Mind ocupó el número 83 en su encuesta de las «201 mejores películas de todos los tiempos» votada por lectores. Ese mismo año, el trabajo de Winslet como Clementine fue incluido en el número 81 de la lista de las «100 mejores actuaciones de todos los tiempos» de la revista Premiere. Claudia Puig, crítica de USA Today, dijo sobre su actuación que «Winslet es maravillosa como un espíritu libre cuyo cabello cambia de color junto con sus estados de ánimo. No ha tenido un papel tan jugoso por un tiempo y ella lo desempeña a la perfección».
En noviembre de 2009, Time Out New York clasificó la película como la tercera mejor de la década. Entertainment Weekly la colocó en su lista de lo mejor de la década diciendo: «Sólo el cerebro estrafalario y complicado de Charlie Kaufman pudo transformar esta historia de 2004 sobre borrar todas las memorias del amor en una de las películas más románticas de la década». Slant Magazine ubicó el filme en el número 87 de su lista de los mejores de los años 2000, mientras que Paste la nombró unas de las cincuenta mejores películas de la década (2000-2009), posicionándola en el número cinco.

## Música
El álbum de banda sonora de Eternal Sunshine of the Spotless Mind se editó por Hollywood Records el 16 de  marzo de 2004. Incluye la banda sonora original compuesta por Jon Brion y canciones de artistas como Electric Light Orchestra, The Polyphonic Spree y The Willowz. El músico Beck, en colaboración con Jon Brion, aportó una versión de «Everybody's Got to Learn Sometime» de The Korgis. Varias de las letras tratan sobre los recuerdos o sobre el sol.
Jon Brion realizó gran parte de la música del filme y cantó en una de las pistas, «Strings That Tie to You». La banda de garage rock The Willowz contribuyó con dos canciones para la banda sonora; posteriormente volvieron aportar su música a la siguiente película de Michel Gondry, La Science des rêves. La canción «Mr. Blue Sky» no se incluyó en el filme, pero pudo ser escuchada en el trailer y varios avances promocionales.

Toda la música compuesta por Jon Brion excepto las pistas señaladas. 
| N.º | Título                                                       | Artista                        | Duración |  |
| 1.  | «Theme»                                                      |                                | 2:24     |  |
| 2.  | «Mr. Blue Sky»                                               | Electric Light Orchestra       | 5:03     |  |
| 3.  | «Collecting Things»                                          |                                | 1:13     |  |
| 4.  | «Light & Day»                                                | The Polyphonic Spree           | 3:03     |  |
| 5.  | «Bookstore»                                                  |                                | 0:52     |  |
| 6.  | «It's the Sun» (versión de Morning Becomes Eclectic de KCRW) | The Polyphonic Spree           | 5:33     |  |
| 7.  | «Wada Na Tod, Mera Man Tera Pyasa»                           | Lata Mangeshkar, Mohammed Rafi | 5:54     |  |
| 8.  | «Showtime»                                                   |                                | 0:55     |  |
| 9.  | «Everybody's Got to Learn Sometime» (versión de The Korgis)  | Beck                           | 5:54     |  |
| 10. | «Sidewalk Flight»                                            |                                | 0:31     |  |
| 11. | «Some Kinda Shuffle»                                         | Don Nelson                     | 2:11     |  |
| 12. | «Howard Makes It All Go Away»                                |                                | 0:14     |  |
| 13. | «Something»                                                  | The Willowz                    | 2:23     |  |
| 14. | «Postcard»                                                   |                                | 0:23     |  |
| 15. | «I Wonder»                                                   | The Willowz                    | 2:56     |  |
| 16. | «Peer Pressure»                                              |                                | 1:12     |  |
| 17. | «A Dream Upon Waking»                                        |                                | 3:36     |  |
| 18. | «Strings That Tie to You»                                    |                                | 2:33     |  |
| 19. | «Phone Call»                                                 |                                | 1:03     |  |
| 20. | «Nola's Bounce»                                              | Don Nelson                     | 1:56     |  |
| 21. | «Down The Drain»                                             |                                | 0:56     |  |
| 22. | «Row»                                                        |                                | 1:00     |  |
| 23. | «Drive In»                                                   |                                | 2:19     |  |
| 24. | «Main Title»                                                 |                                | 1:23     |  |
| 25. | «Spotless Mind»                                              |                                | 1:12     |  |
| 26. | «Elephant Parade»                                            |                                | 0:28     |  |